# Атманайский сельский совет
Атманайский сельский совет (укр. Атманайська сільська рада) — входит в состав
Якимовского района
Запорожской области
Украины.
Административный центр сельского совета находится в 
с. Атманай.

## История
- 1841 — дата образования.

## Населённые пункты совета
- с. Атманай
- с. Волчье
- с. Новое
- с. Солёное

## Ликвидированные населённые пункты совета
- с. Озёрное